# İstanbul Başakşehir Futbol Kulübü
O İstanbul Başakşehir Futbol Kulübü (mais conhecido por İstanbul Başakşehir) é um clube profissional de futebol turco com sede em Başakşehir, distrito de Istambul, fundado em 15 de junho de 1990. Atualmente disputa a Süper Lig.
Suas cores oficiais são o laranja e o azul marinho, embora também utilize ocasionalmente um uniforme alternativo branco. Manda seus jogos oficiais no Estádio Fatih Terim, com capacidade para 17 319 espectadores.

## História
Fundado em 1990, seu antigo nome do clube era ISKI Spor Kulübü e pertencia à empresa de distribuição de água do município. A ISKI competiu nas Ligas Regionais Amadoras na temporada 1990–91 e foi promovida à Segunda Divisão Turca. Após a promoção, o nome do clube mudou para İstanbul Büyüksehir Belediyesi. O clube jogou a TFF 1. Lig até a temporada 1995–96, quando foi rebaixado para a Terceira Divisão Turca.
Após um período de alternância entre o segundo e terceiro escalão do futebol turco, conquistaram por fim o acesso à Süper Lig na temporada 2006–07. Na divisão máxima do futebol turco por 6 temporadas consecutivas, acabou rebaixado para a TFF 1. Lig após terminar o campeonato na 16ª colocação. Entretanto, sua estadia na Segunda Divisão Turca foi breve e logo retornou imediatamente para a Süper Lig na temporada 2013–14.
Em junho de 2014, o clube foi adquirido por novos proprietários alegadamente filiados ao AKP, partido político hegemônico da Turquia, e próximos do atual presidente do país Recep Tayyip Erdogan. Com isso, o nome do clube mudou para İstanbul Başakşehir Futbol Kulübü. Contando agora com maior poderio financeiro e apoio institucional, entrou em uma espiral ascendente, passando a ser bastante competitivo em competições nacionais. Retornando à Süper Lig após vencer a TFF 1. Lig de 2013–14, passou a ter campanhas consistentes na divisão principal do futebol turco, terminando na 4ª colocação na temporada 2014–15, classificando-se pela primeira vez para os playoffs da Liga Europa da UEFA de 2015–16. Na temporada seguinte (2015–16), mais uma 4ª colocação no Campeonato Turco e nova classificação para os playoffs da Liga Europa da UEFA de 2016–17.
Na temporada 2016–17, o clube confirma sua ascensão dentro do futebol turco e se aproxima de grandes conquistas, terminando a temporada como vice–campeão da Copa da Turquia (foi derrotado pelo Konyaspor na disputa por pênaltis por 4–2 após um 0–0 no tempo normal) e do Campeonato Turco (ficou a 4 pontos do Beşiktaş, campeão desta edição). Nesta temporada, classificou-se pela primeira vez para os playoffs da Liga dos Campeões da UEFA de 2017–18.
Nas temporadas seguintes, o clube continuou desempenhando boas campanhas pelo Campeonato Turco, tendo sido 3º colocado na temporada 2017–18, novamente vice–campeão na temporada 2018–19 (ficou a apenas 2 pontos do campeão Galatasaray) e, por fim, sagrou-se campeão da temporada 2019–20 ao terminar a competição com 2 pontos à frente do vice–campeão Trabzonspor. Com esta conquista, o İstanbul Başakşehir passou a figurar na seleta lista dos clubes turcos vencedores da Primeira Divisão Turca, igualando o feito alcançado pelo Bursaspor na temporada 2009–10. Além disso, pela primeira vez em sua história, classificou-se para disputar a fase de grupos da Liga dos Campeões de 2020–21.

## Títulos
| NACIONAIS | NACIONAIS              | NACIONAIS | NACIONAIS         |
|           | Competição             | Títulos   | Temporadas        |
| --------- | ---------------------- | --------- | ----------------- |
|           | Campeonato Turco       | 1         | 2019–20           |
|           | Segunda Divisão Turca  | 1         | 2013–14           |
|           | Terceira Divisão Turca | 2         | 1992–93 e 1996–97 |

### Campanhas de destaque
- Vice–campeão da Copa da Turquia (2): 2010–11 e 2016–17

- Vice–campeão do Campeonato Turco (2): 2016–17 e 2018–19

- Vice–campeão da Supercopa da Turquia (1): 2020[4]

## Elenco
Última atualização: 30 de abril de 2025.

## Participações europeias
| Temporada | Competição                | Fase | Adversário       | Casa | Fora | Agregado |
| --------- | ------------------------- | ---- | ---------------- | ---- | ---- | -------- |
| 2015–16   | Liga Europa da UEFA       | Q3   | AZ Alkmaar       | 1-2  | 0-2  | 1-4      |
| 2016–17   | Liga Europa da UEFA       | Q3   | Rijeka           | 0-0  | 2-2  | 2-2      |
| 2016–17   | Liga Europa da UEFA       | PO   | Shakhtar Donetsk | 1-2  | 0-2  | 1-4      |
| 2017–18   | Liga dos Campeões da UEFA | Q3   | Brugge           | 3-3  | 0-2  | 3-5      |

## Uniformes

### Uniformes dos jogadores
- 1º Uniforme: Camisa laranja, calção azul e meias laranjas.
- 2º Uniforme: Camisa azul, calção laranja e meias azuis.
- 3º Uniforme: Camisa cinza, calção e meias cinzas.

| 1º Uniforme | 2º Uniforme | 3º Uniforme |

### Uniformes anteriores
- 2018–19

| 1º Uniforme | 2º Uniforme | 3º Uniforme |

- 2017–18

| 1º Uniforme | 2º Uniforme | 3º Uniforme |

- 2016–17

| 1º Uniforme | 2º Uniforme | 3º Uniforme |

- 2015–16

| 1º Uniforme | 2º Uniforme | 3º Uniforme | 4º Uniforme |

- 2014–15

| 1º uniforme | 2º uniforme | 3º uniforme |

- 2013–14

| 1º Uniforme | 2º Uniforme | 3º Uniforme |

- 2012–13

| 1º Uniforme | 2º Uniforme | 3º Uniforme |

- 2011–12

| 1º uniforme | 2º uniforme | 3º uniforme | 4º uniforme |

- 2010–11

| 1º uniforme | 2º uniforme | 3º uniforme |

- 2009–10

| 1º Uniforme | 2º Uniforme | 3º Uniforme |